# Janvier 2010 en économie (activité humaine)
| • Chronologie générale de l'économie • |

| • Chronologie générale de l'économie • |

| Années de l'économie : 2007 - 2008 - 2009 - 2010 - 2011 - 2012 - 2013    |
| Décennies de l'économie : 1980 - 1990 - 2000 - 2010 - 2020 - 2030 - 2040 |

2010 en économie : Janvier Février Mars Avril Mai Juin Juillet Août Septembre Octobre Novembre Décembre

## Chronologie

### Mardi 12 janvier 2010
- France : grève à la raffinerie des Flandres à la suite du projet de fermeture annoncé par Total, qui perdure tout le mois.

### Mardi 19 janvier 2010
- Ghana : un incendie a ravagé l'unique raffinerie de pétrole du pays à Tema, faisant un mort et un brûlé grave. 9 camions-citerne qui chargeaient du carburant à la raffinerie ont tous pris feu.

- Royaume-Uni : Kraft Foods achète Cadbury pour 11,9 milliards de livres sterling[1].

### Jeudi 21 janvier 2010
- Algérie : l'entreprise Vergnet, installateur et fabricant français d'éoliennes, a remporté un important contrat pour la construction de la première ferme éolienne en Algérie. D'une capacité de 10 MW, cette ferme sera construite à Adrar (sud) et devrait être opérationnelle en 2012 et exploitée par la Compagnie de l'engineering de l'électricité et du gaz (CEEG), filiale du groupe public de l'électricité et du gaz Sonelgaz. L'investissement se monte à 3,05 milliards de dinars (30 millions d'euros environ).

### Vendredi 22 janvier 2010
- France : Ordonnance créant l'Autorité de contrôle prudentiel (ACP) par fusion de la Commission bancaire et de l'Autorité de contrôle des assurances et des mutuelles (ACAM)[2].